# محوطه و بقایای قلعه کهنه خاکبادک
محوطه و بقایای قلعه کهنه خاکبادک مربوط به سده ۳ تا ۶ ه است و در شهرستان تربت جام، ۷۰۰ م شمال شرقی روستای دوست‌آباد واقع شده و این اثر در تاریخ ۱۶ اسفند ۱۳۸۴ با شمارهٔ ثبت ۱۴۳۸۱ به‌عنوان یکی از آثار ملی ایران به ثبت رسیده‌است.